# Haeju
 (juin 2020).
Si vous disposez d'ouvrages ou d'articles de référence ou si vous connaissez des sites web de qualité traitant du thème abordé ici, merci de compléter l'article en donnant les références utiles à sa vérifiabilité et en les liant à la section « Notes et références ».
Haeju (en chosŏn'gŭl : 해주, /hɛ.dzu/) est une ville nord-coréenne, chef-lieu de la province du Sud Hwanghae, située à 140 km au sud de Pyongyang. D'une superficie de 32 km2, Haeju comptait 236 000 habitants en 2000.

## Localisation
Située en bordure de la baie de Haeju, en face de la mer Jaune, à une hauteur de 79 m, Haeju est le seul port de la côte occidentale de la Corée du Nord où il ne gèle généralement pas en hiver.
| Mois                     | jan. | fév. | mars | avril | mai  | juin  | jui.  | août  | sep. | oct. | nov. | déc. | année   |
| ------------------------ | ---- | ---- | ---- | ----- | ---- | ----- | ----- | ----- | ---- | ---- | ---- | ---- | ------- |
| Température moyenne (°C) | −4,8 | −2,6 | 2,8  | 9,9   | 15,6 | 20    | 23,6  | 24,7  | 19,7 | 13,1 | 5,7  | −1,6 | 10,51   |
| Précipitations (mm)      | 15,5 | 14,9 | 32,6 | 67,2  | 81,4 | 119,7 | 344,7 | 259,7 | 113  | 38,2 | 36,2 | 24,4 | 1 147,6 |

## Histoire
Au début du XXe siècle, la ville est ainsi devenue un port stratégique pour le commerce sino-coréen. 
Haeju est la ville natale de Kim Gu et de Ahn Chung-gun qui ont combattu pour l'indépendance de la Corée : Kim Gu a été l'un des dirigeants de la révolte du Donghak en 1894, Ahn Chung-gun a assassiné en 1909 Hirobumi Itō, résident général japonais en Corée.

## Économie
Haeju abrite des usines chimiques et une cimenterie. 
Les entreprises sud-coréennes Hyundai et Samsung ont envisagé la création de coentreprises à Haeju.

## Culture
Haeju est le siège d'une université. 
Ses sites touristiques célèbres sont, outre ses pagodes : 
- le Temple de Puyong,
- le Temple Tarani de Haeju.

La ville a une végétation constituée de pins, d'abricotiers, et de poiriers.
Les principaux sites à proximité de Haeju sont : 
- les chutes d'eau de Suyangsan, d'une hauteur de 128 m,
- Sokdamgugok,
- Le fort du Mont Suyang,
- le Temple Sohyonso.

## Moyens de transport
Haeju a un aéroport civil et militaire (voir l'article détaillé sur l'Aéroport de Haeju).

### Sources
- Korea Map
- (en) Présentation sur le site de l'Encyclopedia of Modern Asia